# Ekaltadeta
Ekaltadeta ist eine ausgestorbene Beuteltier-Gattung aus der Überfamilie der Känguruartigen (Macropodoidea). Sie lebte im Nordosten Australiens im Zeitalter des Miozän und gilt aufgrund ihres Gebisses als zumindest gelegentlicher Fleischfresser und Beutegreifer.

## Namensherkunft (Etymologie)
Der Gattungsname entstammt der Sprache der Aboriginals der MacDonnell Ranges und bedeutet so viel wie „starke Zähne“. Er wurde im Jahr 1985 von den australischen Wirbeltierpaläontologen Michael Archer und Timothy Flannery geprägt.

## Merkmale

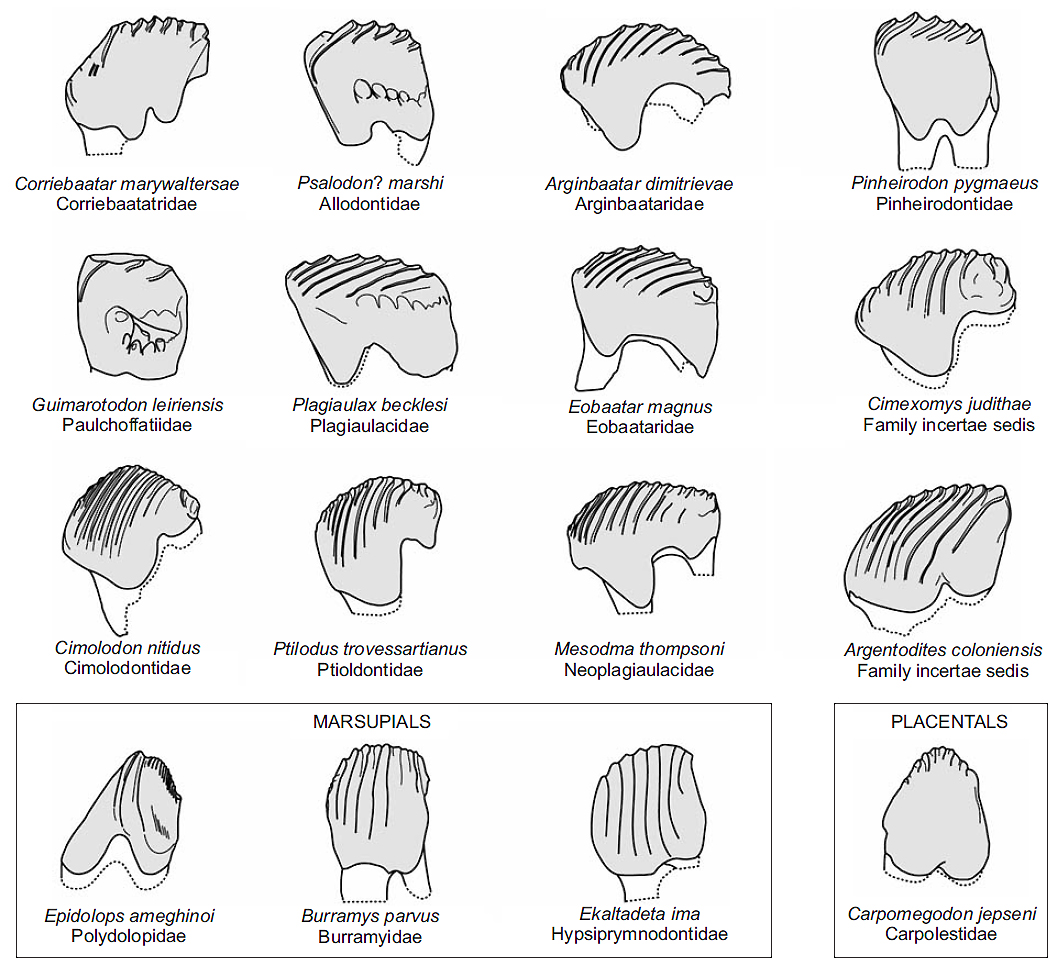
Plagiaulacoide Prämolaren verschiedener Säugetiere (überwiegend Multituberculaten), P3 von Ekaltadeta ganz unten, 3. v.l.

Namensgebend (siehe oben) und insbesondere diagnostisch für die Gattung sind die ausgesprochen großen dritten Prämolaren (Vorbackenzähne) in Unter- und Oberkiefer. Die Krone beider Prämolaren (d. h. P2 und P3) ist, wie auch bei eng verwandten Gattungen, „geriffelt“ und mit einer sägeblattartig gezackten Schneidekante ausgestattet. Derartig ausgebildete Prämolaren werden als plagiaulacoid bezeichnet und finden sich konvergent unter anderem bei den Multituberculata, spätmesozoischen Säugetieren unsicherer systematischer Stellung. Der P3 eruptiert erst am Übergang zur adulten Lebensphase. Der P2 verbleibt danach zwar im Gebiss, verliert aber seine Funktionalität. Ferner diagnostisch sind u. a. die dolchartig ausgebildeten Incisiven (Schneidezähne) des Unterkiefers (I1), das nur schmale Diastem zwischen den Incisiven und dem vorderen Prämolar des Unterkiefers (P2) und eine Abnahme der Größe der niedrigkronigen (brachydonten) Molaren („Hauptbackenzähne“) von vorn nach hinten, besonderes deutlich im Oberkiefer. Weiterhin kennzeichnend für die Molaren des Oberkiefers ist deren breite Basis bei schwach konischer Form der Krone. Die Molaren haben im Gegensatz zu den Prämolaren relativ große horizontale Okklusionsflächen. Diese sind bunodont, d. h. sie weisen vier rundliche Haupthöcker auf.
Das wichtigste nicht-dentale Diagnosekriterium der Gattung ist, dass ungefähr auf Höhe des M3 der „Dentalkanal“ * (engl. „dental canal“) zungenseitig (linguad) vom „Masseterkanal“ ** (engl. „masseteric canal“) abzweigt und durch eine wangenseitige (buccale) knöcherne Wandung vom vorderen Ende des Masseterkanals getrennt ist. Bei allen anderen Känguruartigen verläuft der Dentalkanal innerhalb des Masseterkanals. Der Masseterkanal endet bei Ekaltadeta auf Höhe des Kontaktbereiches des P3 mit dem M1. Weitere nicht-dentale diagnostische Merkmale sind u. a. ein deutlich ausgeprägter Sagittalkamm („Scheitelkamm“) und Nuchalkamm (Knochenkamm am Übergang von dorsalem und lateralem Schädeldach zum Hinterhaupt) sowie eine deutliche interorbitale Einschnürung des Schädels.

## Ernährungsweise
Das Gebiss von Ekaltadeta erscheint als für die Jagd und zum Zerkleinern von tierischer Nahrung geeignet: Die dolchartig verlängerten unteren Incisiven dienten möglicherweise zum Töten von Beutetieren, die plagiaulacoiden Prämolaren ermöglichten wahrscheinlich analog zu den Reißzähnen der Raubsäuger das Zerkleinern von Fleisch. Die Molaren sind von ihrer Gestalt her jedoch typisch für Alles- oder Pflanzenfresser, sodass die Gattung als Nahrungsopportunist gesehen und ökologisch irgendwo zwischen Wildschweinen und Füchsen eingeordnet werden kann, wobei ihr „gewisse Tendenzen zur Karnivorie“ unterstellt werden. Gegen eine besondere Anpassung an eine karnivore Ernährungsweise spricht, dass das sich der Kondylus des Unterkiefers bei E. ima deutlich oberhalb der Okklusionsebene der Molaren befindet, wohingegen bei obligat fleisch- oder insektenfressenden Landwirbeltieren das Kiefergelenk ungefähr auf gleicher Höhe mit dieser Ebene liegt.

## Systematik
Von Ekaltadeta sind bislang zwei Arten beschrieben worden. Beide sind bislang ausschließlich aus verschiedenen Lokalitäten der berühmten Fossilfundstelle Riversleigh in Queensland bekannt. Die Typusart Ekaltadeta ima Archer & Flannery, 1985 erreichte die Größe eines Wallabys bei einem Körpergewicht von bis zu 15 Kilogramm. Ihre Überreste entstammen Ablagerungen des frühen bis mittleren Miozäns (u. a. jenen der „Gag Site“ mit ihrer Dwornamor-Lokalfauna). E. jamiemulvaneyi Wroe, 1996 war um rund die Hälfte größer und unterscheidet sich von E. ima durch einen geringeren Größenunterschied zwischen P3 und den Molaren, eine weniger deutliche Größenabnahme der Molaren des Oberkiefers zum hinteren Ende der Zahnreihe hin sowie in Details der Molarenmorphologie (Höckerkonfiguration). Sie lebte nach E. ima zu Beginn des späten Miozäns und gehört der Encore-Lokalfauna an.
Ekaltadeta wird zusammen mit den Gattungen Jackmahoneya und Propleopus in die rein fossile Unterfamilie Propleopinae gestellt, die auch als „Riesenrattenkängurus“ (engl. giant rat kangaroos) bezeichnet werden. Ekaltadeta ist die geologisch älteste Gattung und stellt mit E. ima die kleinste Art der Propleopinae. Allerdings haben kladistische Verwandtschaftsanalysen auf Basis morphologischer Daten ergeben, dass E. jamiemulvaneyi näher mit zwei Propleopus-Arten verwandt ist als mit E. ima. Die Gattung wäre demnach nicht monophyletisch und E. jamiemulvaneyi müsste nach den Regeln der phylogenetischen Systematik entweder Propleopus zugewiesen oder in eine eigene Gattung gestellt werden. Jedoch fußen diese Analysen auf einem sehr kleinen Datensatz und ihre Ergebnisse werden daher als nicht besonders zuverlässig erachtet.
Die Propleopinae werden heute meist der Familie Hypsiprymnodontidae zugeordnet, die mit dem Moschusrattenkänguru (Hypsiprymnodon moschatus) eine rezente Art umfasst, wenngleich Zweifel an einer derartig engen Verwandtschaft der Propleopinae mit irgendeiner rezenten Gruppe angemeldet und mittlerweile auch bestätigt wurden. Die Hypsiprymnodontidae wiederum stehen zusammen mit u. a. den „echten“ Kängurus (Macropodidae) und den Rattenkängurus i. e. S. (Potoroidae) in der Überfamilie der Känguruartigen (Macropodoidea).

### Allgemein
- John A. Long, Michael Archer, Timothy Flannery, Suzanne Hand: Prehistoric Mammals of Australia and New Guinea. Johns Hopkins University Press, Baltimore 2003, ISBN 0-8018-7223-5, S. 151 ff.